# 林八及
林 八及（朝鮮語: 임팔급）は、中国唐の翰林学士であり、朝鮮氏族の平沢林氏の始祖である。
林八及は、唐の八学士の1人として新羅に帰化した。